# أليس فولتون
أليس فولتون (بالإنجليزية: Alice Fulton)‏ هي كاتِبة وشاعرة أمريكية، ولدت في 25 يناير 1952 في تروي في الولايات المتحدة.

## وصلات خارجية
- أليس فولتون على موقع ميوزك برينز (الإنجليزية)